# Суараш (Клуж)
Суараш (рум. Suarăș) насеље је у Румунији у округу Клуж у општини Бобална. Oпштина се налази на надморској висини од 284 m.

## Становништво
Према подацима из 2002. године у насељу је живело 179 становника, од којих су сви румунске националности.